# Старожицька Марія Георгіївна
Марі́я Гео́ргіївна Старожи́цька (нар. 14 листопада 1966, м. Київ) — українська журналістка, письменниця, кінорежисерка. Заслужений журналіст України.
Член Національної спілки журналістів України.

## Життєпис
Народилася в м. Києві. Жила з матір'ю в Полтаві, де навчалася в середній школі № 3. Ім'я свого батька дізналася вже в дорослому віці (він вчений-кібернетик, згодом — професор університету в Окленді (Нова Зеландія).
Вищу освіту здобула на факультеті журналістики Київського державного університету імені Тараса Шевченка (1983—1988).
Працювала в Києві кореспондентом багатотиражної газети «Приладобудівник» ВО «Точелектроприлад» (1988—1989). Згодом — репортер, завідувач відділу інформації газети «Комсомольское знамя» («Независимость») (1989—1992), спеціальний кореспондент УНІАН (1992—1993), спеціальний кореспондент відділу новин телевізійного інформаційного агентства «Вікна» (1989—1992). Співпрацювала з російською службою радіо «Свобода». Була власним кореспондентом журналу «Огонёк» в Україні, друкувалася у Wprost і Newsweek. Працювала заступником головного редактора журналів «Профиль» та «Український тиждень», газети «Кіевскій телеграфъ», головним редактором телеканалу К1, автором і редактором телепрограм на «1+1».
Учасниця сценарної майстерні Одеського міжнародного кінофестивалю 2011 року.
Співзасновниця кінематографічного об'єднання «МашКіно».
Доцент кафедри журналістики та нових медіа Інституту журналістики Київського університету імені Бориса Грінченка.

## Творчий доробок
Авторка книжок творів різних жанрів — поезія, проза, драматургія (п'єса «Котел»). Друкується в пресі, пише сценарії фільмів, авторка багатьох телесюжетів тощо. Спеціалізація в журналістиці — політика, парламентське життя, соціальні проблеми.

### Книжки
- Марія Старожицька. МашКіно. — Київ : Український пріоритет, 2012. — 168 с. — ISBN 978-966-2669-18-3.
- Марія Старожицька. Навіщо. What for. — Київ : Український пріоритет, 2015. — 176 с. — ISBN 978-966-2669-85-5.

### Фільми, сценарії
- Співавтор і режисер документального повнометражного фільму «Війна химер» (2017, спільно з донькою — Анастасією Старожицькою).
- Сценарії і синопсиси: «Котел», «Я не брешу», «Біда», «Постріл в ефірі», «Кіно й гроші» та ін.

## Нагороди, відзнаки
- Почесне звання «Заслужений журналіст України» (2009)[2]
- Третє місце на Другому фестивалі сценарної майстерності «Кіноскрипт» (2015, твір «Котел» у номінації «Повний метр»)[3]